# 野副昌徳

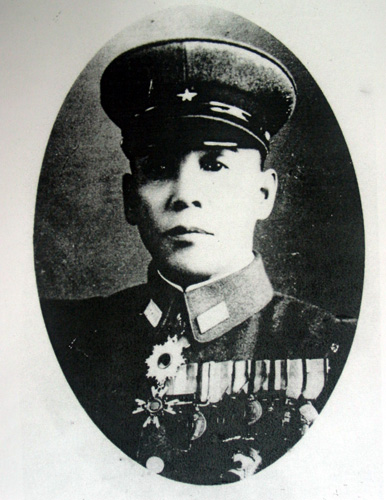
野副昌徳

野副 昌徳（のぞえ まさのり、1887年（明治20年）11月20日 - 1981年（昭和56年）11月2日）は、日本の陸軍軍人。最終階級は陸軍中将。

## 経歴
佐賀県神埼郡出身。1910年（明治43年）5月、陸軍士官学校（22期）を卒業。同年12月、歩兵少尉に任官した。
1937年（昭和12年）4月、歩兵第46連隊留守隊長に就任し、同年8月、歩兵大佐に昇進。同年9月、歩兵第55連隊長に発令され日中戦争に出征。杭州湾上陸作戦、南京戦、広東作戦などに参戦した。1938年（昭和13年）12月、陸軍戸山学校幹事に転じた。1939年（昭和14年）8月、陸軍少将に進級し第2独立守備隊長に発令され満州に赴任した。
1941年（昭和16年）3月、独立混成第7旅団長に発令され中国戦線に出征。1942年（昭和17年）7月、前橋陸軍予備士官学校長に転じた。1943年（昭和18年）6月、陸軍中将に昇進し第63師団長に親補され、北京の周辺警備を担当した。1945年（昭和20年）3月9日、西部軍管区司令部付となり、同年4月2日、予備役に編入された。翌日に召集され久留米第1陸軍予備士官学校長に就任。同年8月27日、第303師団長に発令された。1947年（昭和22年）11月28日、公職追放仮指定を受けた。
1981年11月、急性腎不全のため大村市立病院（現市立大村市民病院）で死去した。

## 栄典
- 1911年（明治44年）3月10日 - 正八位[7]
- 1914年（大正3年）2月10日 - 従七位[8]
- 1919年（大正8年）3月20日 - 正七位[9]
- 1924年（大正13年）5月15日 - 従六位[10]

外国勲章佩用允許
- 1941年（昭和16年）12月9日 - 満州帝国：建国神廟創建記念章[11]